# Do It for Love
Do It for Love è il diciassettesimo album del duo Hall & Oates, pubblicato nel 2003.
L'album venne pubblicato in altre tre successive edizioni, ognuna comprendente una bonus track differente dalle altre.

## Tracce
1. Man on a Mission (Daryl Hall, John Oates, Paul Barry, Steve Torch) - 3:44
2. Do it for Love (Hall, Oates, Billy Mann, Paul Pesco) - 3:58
3. Someday We'll Know (Gregg Alexander, Danielle Brisebois, Debra Holland) - 4:28
4. Forever for You (Oates, Barry, Torch, Mark Taylor) - 4:37
5. Life's Too Short (Hall, Oates, Mann) - 3:30
6. Getaway Car (Gary Haase, Billy Mann) - 3:49
7. Make You Stay (Hall, Oates, Mann, Pesco) - 3:41
8. Miss DJ (Hall, Mann, Greg Fitzgerald, Tom Nichols) - 3:49
9. (She) Got Me Bad (Fitzgerald, Nichols) - 3:16
10. Breath of Your Life (Hall, Fitzgerald, Nichols) - 3:55
11. Intuition (Barry, Mann, Taylor) - 4:10
12. Heartbreak Time (Oates, Barry, Taylor, Torch) - 4:06
13. Something About You (Hall, Sara Allen, David Bellochio) - 4:02
14. Love in a Dangerous Time (Oates, Arthur Baker, Tom Farragher) - 4:56

### Bonus track edizioni successive
- 15. Private Eyes (live) (solo edizione giapponese)
- 15. It Must Be (solo edizione americana)
- 15. Everytime You Go Away (live) (US Sony special edition)

## Formazione
- Daryl Hall: voce, chitarra, tastiere, sintetizzatore
- John Oates: chitarra, cori
- Jeff Catania: chitarre
- Greg Fitzgerald: chitarre, tastiere, programmazione sequencer
- Paul Livant: chitarre
- Billy Mann: chitarra acustica
- Paul Pesco: chitarre
- Sheppard: chitarre, basso, programmazione, archi
- David Sancious: tastiere, sintetizzatori
- Jack Daly: basso
- Mickey Curry: batteria, percussioni
- Ken Gioia: batteria, percussioni, programmazione sequencer

## Produzione
- Daryl Hall, Brian Rawling, Sheppard, Mark Taylor: produzione
- Sheppard: suono, missaggio
- Bob Ludwig: mastering